# スヴェトラーナ級軽巡洋艦
スヴェトラーナ級巡洋艦(ロシア語:Крейсера класса «Светлана»クリイスィラー・クラーッサ・スヴィトラーナ)はロシア帝国で計画された軽巡洋艦のシリーズのひとつ。しかし、帝政時代には完成せず、ソ連海軍で使用された。
艦級は、1番艦の艦名からの名称による。1番艦の名称の由来となった「スヴェトラーナ」は現在も人気のあるスラヴ系の一般的な女性の名前であるが、スラヴ圏の人名が基本的にすべてそうであるように、これもやはりキリスト教の聖人の名前である。人名スヴェトラーナについてはスヴェトラーナに詳しい。
なお、日露戦争時にも日本海海戦に参加した同名の艦艇があったが、このページで扱うのはそれとは別物。スヴィェトラーナの名前は幾度となくロシア艦船の艦名に採用されている。

## 概要
スヴェトラーナ級軽巡洋艦は、1912年から1916年にかけての海軍造船強化プログラムの一環で発注された。これは、ロシア帝国海軍にとって初めての軽巡洋艦となるものであり従来の装甲巡洋艦と防護巡洋艦などの偵察艦の代替となることが計画された。そのため、この軽巡洋艦には戦艦戦隊に協力する偵察任務や海軍歩兵部隊に対する協同任務への使用が予定された。設計に際しては、セヴァストーポリ級戦艦やイズマイール級巡洋戦艦、ノヴィーク級駆逐艦との共通化が図られた。
のち、計画には変更が加えられた。主なものとしては、タンクの形状に揺れを制御するスタビライザーが加えられ、また水上機2 機も搭載するようになった。
スヴェトラーナ級軽巡洋艦は、良好な航海性能と強力な火器兵装を有していた。しかしながら、第一次世界大戦開戦後、イギリスに注文していた装置と物資の調達の混乱のためで建設は長引き、1917年末まで完成しなかった。そうこうするうちにロシア革命が発生し、新型艦の完成は絶望的となった。完成した一部の艦艇はウクライナ国や白軍によって接収され、一部は戦火のうちに失われ、また一部はボイコットにより座礁させられた。
ロシア革命とそれに続くロシア内戦によってソヴィエト政府が旧ロシア帝国領の大半を手にしたが、その国家の経済体制は大きく損なわれていた。それに加えて、ソヴィエト政府の指導者の何人かが海軍を嫌っていたことは、内戦で打撃を受けた艦隊の復興へマイナスの影響を及ぼした。建造されていた8 隻のスヴェトラーナ級軽巡洋艦の内、わずか2 隻だけが元の設計に基づき完成され、戦列に加えられることが決定された。即ち、バルト艦隊へプロフィンテルン(スヴェトラーナから改称)、黒海艦隊へチェルヴォーナ・ウクライィーナ(アドミラール・ナヒーモフから改称)という1 隻ずつの配備である。この他に、クラースヌィイ・カフカース(アドミラール・ラーザレフから改称)とヴォロシーロフ(アドミラール・ブタコーフから改称)の2隻が、18 cm単装砲を装備する設計に変更され建造されることになった。プロフィンテルンはバルト艦隊に配備され、のち黒海艦隊へ配置換えとなった際にクラースヌィイ・クルィームへ改称された。しかし、ヴォロシーロフは78号計画に従い練習巡洋艦として完成させる計画があったが完成せず、繋留されたまま独ソ戦を迎え、レニングラートが包囲攻撃された際に撃沈された。
他にアドミラール・スピリードフとアドミラール・グレーイクの2隻がディーゼル燃料のタンカーとして完成・配備された。残りの艦に関しては、結局のところ解体された。
完成した艦の内3隻は、赤色海軍の一艦として第二次世界大戦まで実戦に使用された。しかしながら、アドミラール・スピリードフとチェルヴォーナ・ウクライィーナは戦没した。クラースヌィイ・クルィームとクラースヌィイ・カフカースは戦後まで生き残り、1950年代まで使用された。

## 艦級
スヴェトラーナ級軽巡洋艦は、バルト艦隊向けに設計された前期型4 隻と、黒海艦隊向けに設計された後期型4 隻に大分される。後期型4 隻については、特に黒海艦隊型スヴェトラーナ級あるいはアドミラール・ナヒーモフ級と呼ばれることもある。さらに、後期型の最後の2 隻はそれまでの艦とは動力機関が異なっており、出力が500 馬力増しとなっている。
のちに、各艦の改称や設計の変更に伴い、スヴェトラーナ級は次のように改称された。大幅に設計変更のなされた前期型1 艦と後期型1 艦については、別級扱いとなってクラースヌィイ・カフカース級と呼ばれるようになった。当初の計画に基づいて建造された前期型1 艦と後期型1 艦については、プロフィンテルン級のちクラースヌィイ・クルィーム級、またはチェルヴォーナ・ウクライィーナ級と呼ばれるようになった。また、スヴェトラーナ級全体としてプロフィンテルン級、あるいはクラースヌィイ・カフカース級と呼ばれることもないわけではない。
なお、わずか4 門とはいえ18 cm砲を搭載したクラースヌィイ・カフカース級は、ロンドン海軍軍縮条約の規定に従えば重巡洋艦ということになる。

## 同型艦
- スヴェトラーナ
  - プロフィンテルンに改称
  - クラースヌィイ・クルィームに改称(退役・解体)
- アドミラール・ブタコーフ
  - プラーヴダに改称
  - ヴォロシーロフに改称
  - 78号計画に基づき練習巡洋艦・高速機雷敷設艦に艦種変え
  - アヴローラに改称(未完成・戦没・解体)
- アドミラール・スピリードフ
  - タンカー・グロズネーフチに改装(退役・解体)
- アドミラール・グレーイク
  - タンカー・アズネーフチに改装(事故・解体)
- アドミラール・ナヒーモフ
  - ヘチマン・ボフダン・フメリニツキーに改称
  - アドミラール・ナヒーモフに戻される
  - チェルヴォーナ・ウクライィーナに改称(戦没・解体)
- アドミラール・ラーザレフ
  - ヘーチマン・ペトロー・ドロシェーンコに改称
  - アドミラール・ラーザレフに戻される
  - クラースヌィイ・カフカースに改称(退役・解体)
- アドミラール・イストーミン
  - ヘーチマン・ペトロー・コナシェーヴィチ＝サハイダーチュヌィイに改称(未完成・戦没・解体)
- アドミラール・コルニーロフ
  - タラース・シェウチェーンコに改称(未完成・解体)

## 一覧
時代に関らず、正式にはスヴェトラーナ級と称されたと考えられる。しかし、1番艦がスヴェトラーナの名称では完成しなかったことから、場合に応じてさまざまな艦級名称が用いられた。78型練習巡洋艦とグロズネーフチ級油槽船はスヴェトラーナ級軽巡洋艦の艦体を利用した艦船であるが、他と違い通常スヴェトラーナ級には包含されない。

### バルト艦隊型

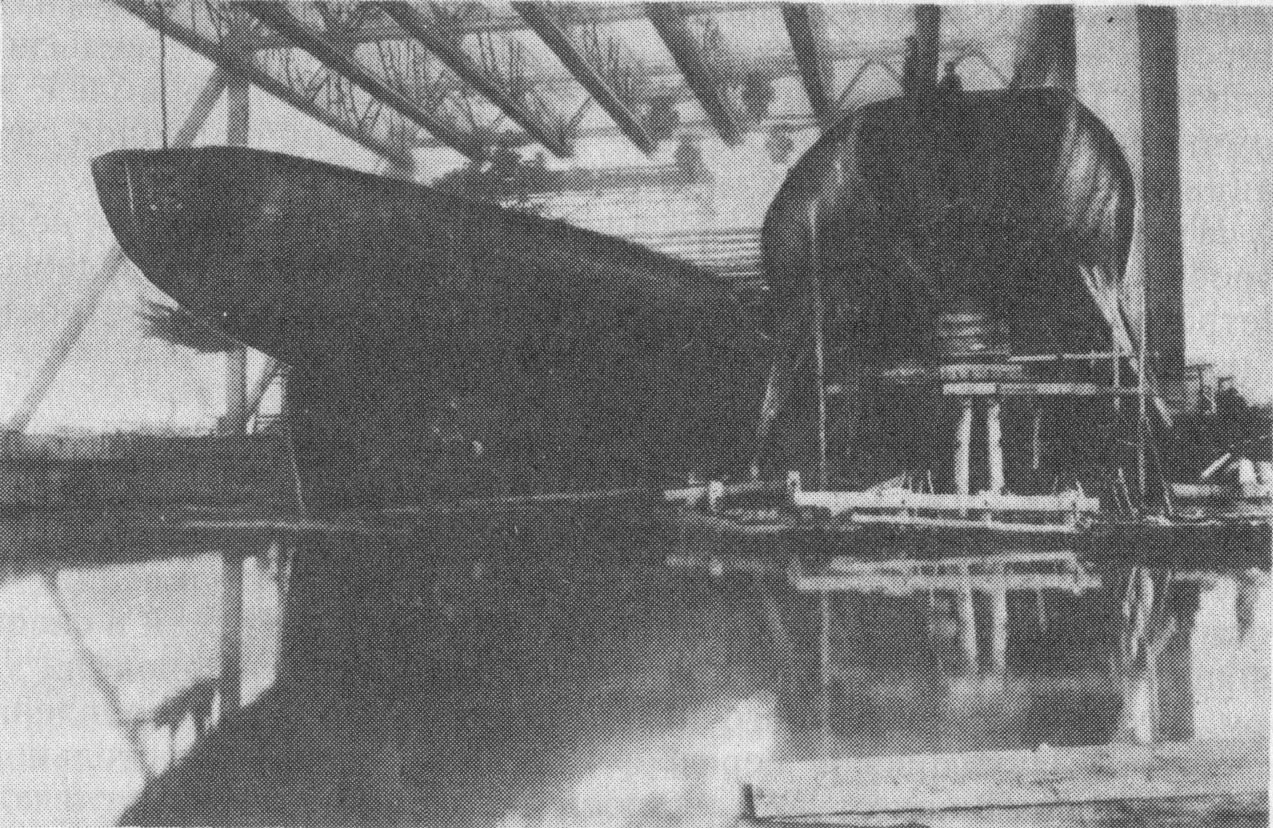
1915年に撮られた船台上の「アドミラール・ブタコーフ」と「アドミラール・スピリードフ」

ロシア帝国海軍バルト艦隊向けに、当初2 隻の軽巡洋艦の建造が発注された。のち2 隻が加えられ、都合4 隻が船台に乗せられた。しかし、革命と内戦の影響で完成には至らなかった。
| スヴェトラーナ級(バルト艦隊型) | スヴェトラーナ級(バルト艦隊型)              | スヴェトラーナ級(バルト艦隊型) | スヴェトラーナ級(バルト艦隊型) |
|                                | 艦名                                        | 起工                           | 進水                           |
| ------------------------------ | ------------------------------------------- | ------------------------------ | ------------------------------ |
| 1                              | スヴェトラーナ Светлана                     | 1913/ 11/11                    | 1915/ 11/28                    |
| 2                              | アドミラール・ブタコーフ Адмирал Бутаков    | 1913/ 07/23                    | -                              |
| 3                              | アドミラール・スピリードフ Адмирал Спиридов | 1913/ 11/16                    | 1916/ 08/27                    |
| 4                              | アドミラール・グレーイク Адмирал Грейг      | 1913/ 11/24                    | 1916/ 11/26                    |

### 黒海艦隊型
ロシア帝国海軍黒海艦隊向けに、当初2 隻の軽巡洋艦が発注された。計画はバルト艦隊向けのスヴェトラーナ級を元に行われ、機関室と機械室の拡大のため艦体が延長され、また排煙管の形状が変更された以外はほぼ同一の艦級といえた。1番艦の名称から、アドミラール・ナヒーモフ級とも呼ばれた。のち2 隻が加えられ全艦がニコラーエフのルッスード造船所で建造された。内戦中は、ウクライナやロシアの各勢力に接収された。その間も建造は続けられたが、結局実戦配備には就けられなかった。また、3番艦はイギリス戦艦マールバラの砲撃によって撃沈された。
| スヴェトラーナ級(黒海艦隊型)／アドミラール・ナヒーモフ級 | スヴェトラーナ級(黒海艦隊型)／アドミラール・ナヒーモフ級 | スヴェトラーナ級(黒海艦隊型)／アドミラール・ナヒーモフ級 | スヴェトラーナ級(黒海艦隊型)／アドミラール・ナヒーモフ級 | スヴェトラーナ級(黒海艦隊型)／アドミラール・ナヒーモフ級                                         | スヴェトラーナ級(黒海艦隊型)／アドミラール・ナヒーモフ級 | スヴェトラーナ級(黒海艦隊型)／アドミラール・ナヒーモフ級 |
|                                                          | 艦名                                                     | 起工                                                     | 進水                                                     | 改称                                                                                             | 転属                                                     |                                                          |
| -------------------------------------------------------- | -------------------------------------------------------- | -------------------------------------------------------- | -------------------------------------------------------- | ------------------------------------------------------------------------------------------------ | -------------------------------------------------------- | -------------------------------------------------------- |
| 1                                                        | アドミラール・ナヒーモフ Адмирал Нахимов                 | 1914/ 03/18                                              | 1915/ 10/25                                              | 'ヘチマン・ボフダン・フメリニツキー Гетьман Богдан Хмельницький                                  | VMSUNR/VMSUD/ VSYuR/RKKF                                 |                                                          |
| 2                                                        | アドミラール・ラーザレフ Адмирал Лазарев                 | 1914/ 03/18                                              | 1916/ 05/15                                              | ヘーチマン・ペトロー・ドロシェーンコ Гетьман Петро Дорошенко                                     | VMSUNR/VMSUD/ VSYuR/RKKF                                 |                                                          |
| 3                                                        | アドミラール・イストーミン Адмирал Истомин               | 1915/ 07/02                                              | -                                                        | ヘーチマン・ペトロー・コナシェーヴィチ＝サハイダーチュヌィイ Гетьман Петро Конашевич-Сагайдачний | VMSUNR/VMSUD/ VSYuR/RKKF                                 |                                                          |
| 4                                                        | アドミラール・コルニーロフ Адмирал Корнилов              | 1915/ 07/02                                              | -                                                        | タラース・シェヴチェーンコ Тарас Шевченко                                                        | VMSUNR/VMSUD/ VSYuR/RKKF                                 |                                                          |

### プロフィンテルン級
赤軍に接収されたバルト艦隊型スヴェトラーナ級は、1 隻を除き元の設計のまま建造が継続された。1番艦が改称されたことから、プロフィンテルン級とも呼ばれるようになった。のち、さらに改称されてクラースヌィイ・クルィーム級とも呼ばれるようになった。1番艦のみが完成した。
| スヴェトラーナ級／プロフィンテルン級／クラースヌィイ・クルィーム級 | スヴェトラーナ級／プロフィンテルン級／クラースヌィイ・クルィーム級 | スヴェトラーナ級／プロフィンテルン級／クラースヌィイ・クルィーム級 | スヴェトラーナ級／プロフィンテルン級／クラースヌィイ・クルィーム級 | スヴェトラーナ級／プロフィンテルン級／クラースヌィイ・クルィーム級 | スヴェトラーナ級／プロフィンテルン級／クラースヌィイ・クルィーム級 | スヴェトラーナ級／プロフィンテルン級／クラースヌィイ・クルィーム級 | スヴェトラーナ級／プロフィンテルン級／クラースヌィイ・クルィーム級 | スヴェトラーナ級／プロフィンテルン級／クラースヌィイ・クルィーム級 |
|                                                                    | 艦名                                                               | 所属                                                               | 竣工                                                               | 除籍                                                               | 旧称                                                               | 改称                                                               | 改称                                                               | 改称                                                               |
| ------------------------------------------------------------------ | ------------------------------------------------------------------ | ------------------------------------------------------------------ | ------------------------------------------------------------------ | ------------------------------------------------------------------ | ------------------------------------------------------------------ | ------------------------------------------------------------------ | ------------------------------------------------------------------ | ------------------------------------------------------------------ |
| 1                                                                  | プロフィンテルン Профинтерн                                        | KBF ChF                                                            | 1928/ 07/08                                                        | 1959/                                                              | スヴェトラーナ Светлана                                            | クラースヌィイ・クルィーム Красный Крым                            | OS-20 ОС-20                                                        | PKZ-144 ПКЗ-144                                                    |
| 2                                                                  | アドミラール・スピリードフ Адмирал Спиридов                        | KBF                                                                | -                                                                  | 1926/                                                              | -                                                                  | -                                                                  | -                                                                  | -                                                                  |
| 3                                                                  | アドミラール・グレーイク Адмирал Грейг                             | KBF                                                                | -                                                                  | 1926/                                                              | -                                                                  | -                                                                  | -                                                                  | -                                                                  |

### チェルヴォーナ・ウクライィーナ級
赤軍に接収された黒海艦隊型スヴェトラーナ級は、1 隻を除き元の設計のまま建造が継続された。1番艦が改称されたことから、チェルヴォーナ・ウクライィーナ級とも呼ばれるようになった。1番艦のみが完成した。
| スヴェトラーナ級／チェルヴォーナ・ウクライィーナ級 | スヴェトラーナ級／チェルヴォーナ・ウクライィーナ級 | スヴェトラーナ級／チェルヴォーナ・ウクライィーナ級 | スヴェトラーナ級／チェルヴォーナ・ウクライィーナ級 | スヴェトラーナ級／チェルヴォーナ・ウクライィーナ級 | スヴェトラーナ級／チェルヴォーナ・ウクライィーナ級 | スヴェトラーナ級／チェルヴォーナ・ウクライィーナ級 | スヴェトラーナ級／チェルヴォーナ・ウクライィーナ級 |
|                                                    | 艦名                                               | 所属                                               | 竣工                                               | 除籍                                               | 旧称                                               | 改称                                               | 改称                                               |
| -------------------------------------------------- | -------------------------------------------------- | -------------------------------------------------- | -------------------------------------------------- | -------------------------------------------------- | -------------------------------------------------- | -------------------------------------------------- | -------------------------------------------------- |
| 1                                                  | チェルヴォーナ・ウクライィーナ Червона Україна     | ChF                                                | 1927/ 03/21                                        | 1952/ 05/10                                        | アドミラール・ナヒーモフ Адмирал Нахимов           | STK-4 СТК-4                                        | UL-53 УЛ-53                                        |
| 2                                                  | アドミラール・イストーミン Адмирал Истомин         | ChF                                                | -                                                  | 1922/                                              | -                                                  | -                                                  | -                                                  |
| 3                                                  | アドミラール・コルニーロフ Адмирал Корнилов        | ChF                                                | -                                                  | 1927/                                              | -                                                  | -                                                  | -                                                  |

### クラースヌィイ・カフカース級
バルト艦隊型と黒海艦隊型のスヴェトラーナ級の内、それぞれ1 艦が選ばれて新しい18 cm砲の搭載とそれに伴う改修作業が行われた。黒海艦隊型の1 艦のみが完成した。なお、ワシントン条約の基準によれば、クラースヌィイ・カフカース級は重巡洋艦と呼ばれる。
| クラースヌィイ・カフカース級 | クラースヌィイ・カフカース級              | クラースヌィイ・カフカース級 | クラースヌィイ・カフカース級 | クラースヌィイ・カフカース級             |
|                              | 艦名                                      | 所属                         | 除籍                         | 旧称                                     |
| ---------------------------- | ----------------------------------------- | ---------------------------- | ---------------------------- | ---------------------------------------- |
| 1                            | クラースヌィイ・カフカース Красный Кавказ | ChF                          | 1952/                        | アドミラール・ラーザレフ Адмирал Лазарев |
| 2                            | ヴォロシーロフ Ворошилов                  | KBF                          | -                            | アドミラール・ブタコーフ Адмирал Бутаков |

### 78号計画型
完成しなかったクラースヌィイ・カフカース級の1 艦は、78号計画型に沿って練習巡洋艦として完成されることになった。しかし、独ソ戦のさなか損傷を受け、完成には至らなかった。
| 78号計画型 | 78号計画型        | 78号計画型 | 78号計画型 | 78号計画型               |
|            | 艦名              | 所属       | 除籍       | 旧称                     |
| ---------- | ----------------- | ---------- | ---------- | ------------------------ |
| 1          | アヴローラ Аврора | KBF        | 1952/      | ヴォロシーロフ Ворошилов |

### グロズネーフチ級
完成しなかったバルト艦隊型スヴェトラーナ級の2 艦は、グロズネーフチ級油槽船に改装されて民間で使用された。
| グロズネーフチ級 | グロズネーフチ級         | グロズネーフチ級 | グロズネーフチ級 | グロズネーフチ級 | グロズネーフチ級                            |
|                  | 艦名                     | 所属             | 竣工             | 除籍             | 旧称                                        |
| ---------------- | ------------------------ | ---------------- | ---------------- | ---------------- | ------------------------------------------- |
| 1                | グロズネーフチ Грознефть | ERA              | 1926/ 12/24      | 1952/            | アドミラール・スピリードフ Адмирал Спиридов |
| 2                | アズネーフチ Азнефть     | ERA              | 1921/            | 1941/            | アドミラール・グレーイク Адмирал Грейг      |